# Alexander Satschko
Alexander Satschko, né le 12 novembre 1980 à Deggendorf, est un joueur de tennis allemand, professionnel entre 2002 et 2017.

## Carrière
Alexander Satschko débute sur le circuit professionnel en 2002 en jouant essentiellement sur le circuit Satellite et Future. Il remporte son premier titre Futures en simple à Hammamet en 2005, puis neuf autres entre 2006 et 2008. Il prend part à deux reprises aux qualifications de l'Open d'Australie et passe un tour en 2009, année où une blessure l'écarte des courts pendant 6 mois. Ne parvenant pas à atteindre un niveau plus élevé en simple, il se concentre plus sur le double à partir de fin 2011.
Spécialiste du double depuis 2013, il évolue principalement avec son compatriote Gero Kretschmer. Finalistes des Challenger de Košice et de Schéveningue, ils remportent celui de Poznań en juillet 2014. Début 2014, ils remportent le tournoi de São Paulo puis atteignent les demi-finales à Marseille. En 2015, ils remportent leur premier titre ATP avec un statut de remplaçant à Quito en battant en finale Víctor Estrella et João Souza. Ils ont par la suite remporté six autres tournois sur le circuit Challenger.

## Palmarès

### Titre en double messieurs
| No | Date       | Nom et lieu du tournoi | Catégorie | Dotation  | Surface      | Partenaire      | Finalistes                 | Score     |          |
| -- | ---------- | ---------------------- | --------- | --------- | ------------ | --------------- | -------------------------- | --------- | -------- |
| 1  | 02-02-2015 | Ecuador Open Quito     | ATP 250   | 439 405 $ | Terre (ext.) | Gero Kretschmer | Víctor Estrella João Souza | 7-5, 7-63 | Parcours |

## Parcours dans les tournois duGrand Chelem

### En simple
N'a jamais participé à un tableau final.

### En double
| Année | Open d'Australie | Open d'Australie | Internationaux de France  | Internationaux de France | Wimbledon                  | Wimbledon          | US Open | US Open |
| ----- | ---------------- | ---------------- | ------------------------- | ------------------------ | -------------------------- | ------------------ | ------- | ------- |
| 2015  | —                | —                | 1er tour (1/32) B. Becker | I. Dodig M. Melo         | 1er tour (1/32) Kretschmer | Bob Bryan M. Bryan | —       | —       |

N.B. : le nom du ou de la partenaire se trouve sous le résultat ; le nom des ultimes adversaires se trouve à droite.

## Classement ATP en fin de saison
| Année          | 2003 | 2004 | 2005 | 2006 | 2007 | 2008 | 2009 | 2010 | 2011 | 2012 | 2013 | 2014 | 2015 | 2016 | 2017 |
| Rang en double | 698  | 876  | 332  | 235  | 400  | 395  | 655  | 158  | 284  | 192  | 115  | 97   | 86   | 125  | 156  |

Source : (en) Classements de Alexander Satschko sur le site officiel de la Fédération internationale de tennis